# SN 2006gy
Supernova 2006gy was een extreem sterke supernova die in september 2006 werd ontdekt in sterrenstelsel NGC 1260 in het sterrenbeeld Perseus. Deze supernova was de helderste die tot dan toe was waargenomen, ook de duur van de supernova was extreem, het duurde 70 dagen voordat de helderheid afnam. Desondanks is hij door de grote afstand van 240 miljoen lichtjaar te zwak om met het blote oog te zien, alleen met grote telescopen is hij waar te nemen. In mei 2007 werd door de NASA bekendgemaakt dat het hier waarschijnlijk om een geheel nieuw type supernova ging, waarvan de oorspronkelijke ster extreem zwaar was; geschat wordt een massa van ongeveer 150 keer die van de zon. Mogelijk betrof het geen supernova, maar een quarknova waarbij een neutronenster instort en overgaat in een quarkster.
In het persbericht werd een vergelijking gemaakt met de ster Eta Carinae, die op ongeveer 8000 lichtjaar van de aarde staat en met een massa van naar schatting 120 keer die van de zon volgens een soortgelijk mechanisme zou kunnen exploderen. Als dit gebeurt zal de explosie zo helder zijn dat er 's nachts een boek bij gelezen kan worden en zal deze overdag ook gemakkelijk zichtbaar zijn. Omdat Eta Carinae op de breedte van de Benelux nooit boven de horizon komt, zal dit in de Benelux echter niet te zien zijn.
De helderheid van SN2006gy werd later overtroffen door SN 2005ap, ASASSN-15lh, en SCP 06F6.

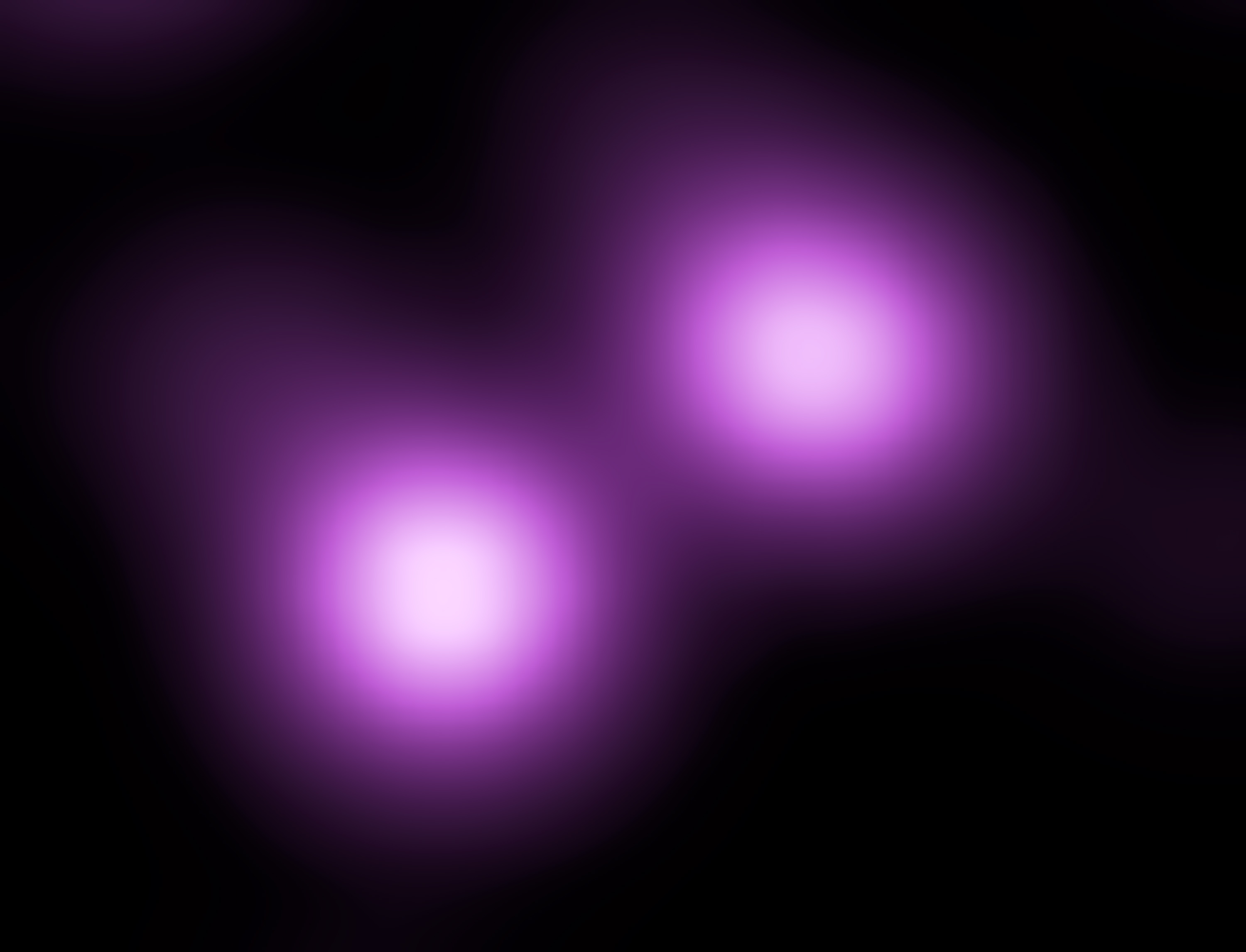
Röntgenopname door de Chandra-satelliet, SN2006gy rechtsboven, linksonder de kern van NGC 1260
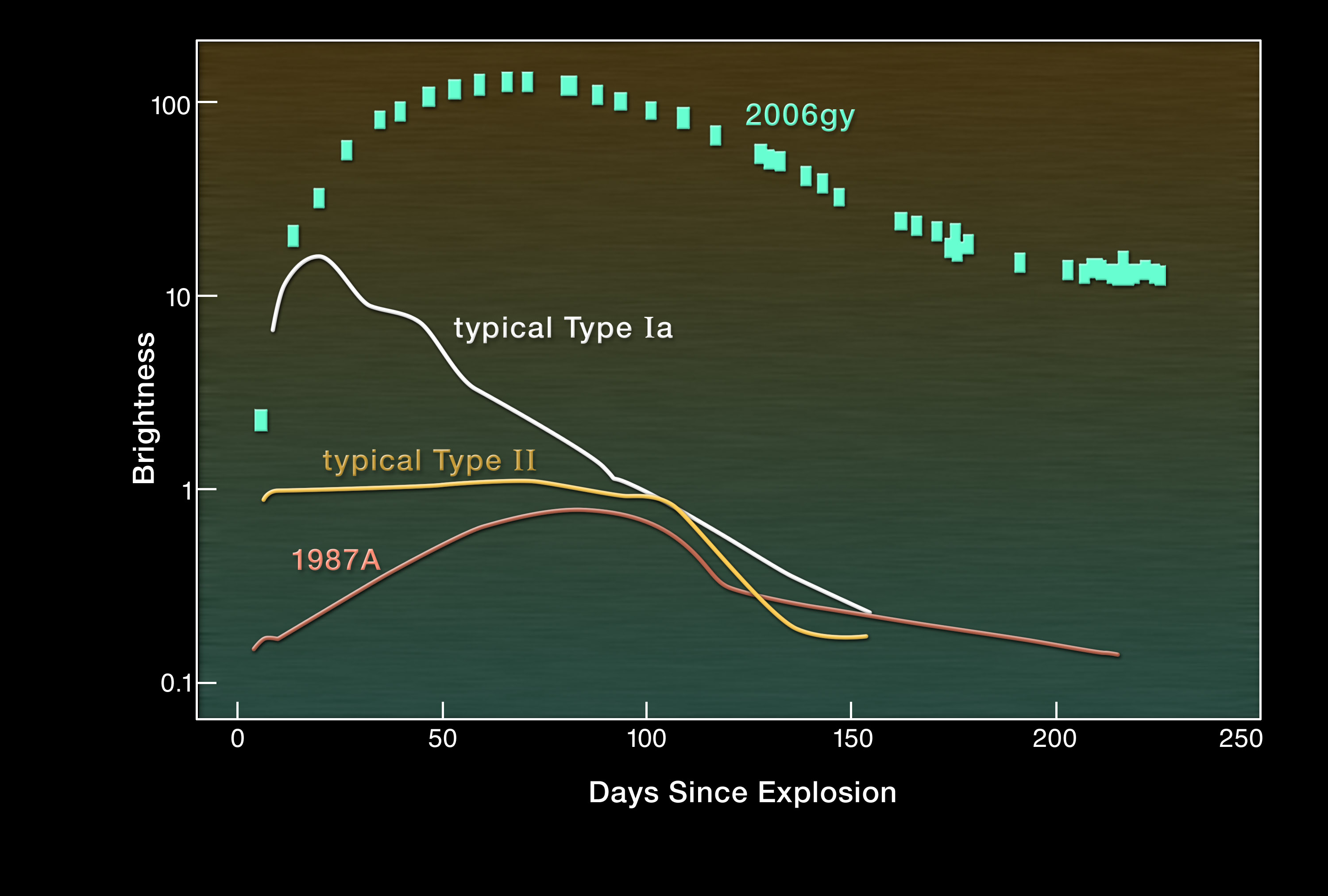
Lichtcurve van de explosie, vergeleken met een paar "normale" supernova's

## Referentie
1. 1 2  Zijn de eerste quark-nova's gezien?, de Volkskrant, 4 juni 2008